# 洮儿河
洮儿河位于中国东北地区，是嫩江右岸的一条支流。

## 地理
洮儿河发源于内蒙古自治区科右前旗大兴安岭主峰索岳尔济山麓，流经内蒙古自治区兴安盟和吉林省西北部，在吉林省大安市月亮泡水库附近注入嫩江，全长595公里，流域面积3.3万平方公里（另说40730平方公里）。
较大支流有归流河、蛟流河、二龙涛河。

## 水文
多年平均径流量42.2立方米/秒，径流量11.24亿立方米。上游干流的察尔森水库可确保下游河道免受20年一遇洪水袭击。设计防洪标准三顶召（位于洮南市向阳街道王畔屯）以上30年一遇（岭下镇镇西水文站至蛟流河口流量1987立方米每秒，蛟流河口至三顶召流量2115立方米每秒）；三顶召以下20年一遇，流量1847立方米每秒。国堤外（即洮儿河行洪区）有村屯68个,人口2.5万人，房屋2万余间；河道内有规划套堤30条长268.43公里;规划套堤外民堤33条长136.63公里。目前河道行洪能力：镇西至三顶召1500立方米/秒，三顶召以下1200立方米/秒。目前三顶召分洪闸已建设完成，可分洮儿河洪水600立方米/秒，向东南流入霍林河。
1998年嫩江全流域普降大到暴雨。嫩江右岸中下游出现了50年左右的特大洪水和大洪水。洮儿河中游在1957年8月也出现特大洪水或大洪水，8月6日8时镇西水文站2630立方米/秒。

## 历史
洮儿河古名“太鲁水”、“太濼河”，隋代称“太尔河”，唐代称“峱越河”（上游）、“它漏河”（下游），辽金时作“挞鲁河”，元称“托吾儿河”，明称“塔儿河”，到清朝有“陀罗河”、“陀剌河”、“陶儿河”、“滔儿河”等名称。历史上洮儿河流域是北方游牧民族的主要牧地。